# Charakteristický okamžik
Charakteristický okamžik (anglicky Significant instant) při přenosu dat je okamžik, kdy se mění stav vysílaného signálu.
Izochronní signál je digitální signál, u něhož jsou (pokud zanedbáme zkreslení) charakteristické okamžiky navzájem vzdálené celočíselný násobek určitého časového intervalu. Tento interval nazýváme jednotkový interval. Délka jednotkového intervalu je převrácenou hodnotou modulační rychlosti.
Anizochronní signál je digitální signál, u něhož jsou doby mezi dvěma po sobě jdoucími charakteristickými okamžiky proměnné.
Arytmický signál je digitální signál, který je izochronní pouze v omezených intervalech, například pro přenos jedné značky.